# Fekete tükör: Bandersnatch
A Fekete tükör: Bandersnatch (másik magyar nevén Fekete tükör: Interaktív) a Fekete tükör című brit sci-fi sorozat különkiadása, egy interaktív film, amelyet Charlie Brooker írt és David Slade rendezett. 2018. december 28-án mutatta be a Netflix, egy nappal azután, hogy bejelentették a filmet. Az epizód nem kapott magyar szinkront.
A cselekmény nem kötött, a nézők irányíthatják a történéseket, hasonlóan az egykori Fighting Fantasy történetekhez. A főszereplő Stefan Butler, aki 1984-ben az egyik kedvenc művét, a Bandersnatch-et alakítja videojáték formájába. Egyéb szereplők Mohan Thakur és Colin Ritman, akik mindketten játékfejlesztők, Peter, Stefan apja, és Dr. Haynes, Stefan terapeutája. A cselekmény középpontjában a szabad akarat áll, egyfajta posztmodern megközelítéssel.
A technikai megvalósítás alapvetően pozitív kritikákat kapott, a választási lehetőségek és a sztori egyes elemei viszont vegyes fogadtatásra leltek. A Bandersnatch két Emmy-díjat nyert.
A hetedik évad "Játékszer" című epizódjában Mohan Thakur és Colin Ritman karakterei visszatérnek, a rész azonban nem tekinthető ezen epizód folytatásának.

## Cselekmény
A Bandersnatch egy interaktív film. A választási lehetőségek használata, eszköztől függően, a film kezdetekor elsajátítható. A választási pontoknál tíz másodperc áll rendelkezésünkre, hogy eldöntsük, merre menjen tovább a cselekmény, ha nem tesszük, a film választja ki az alapértelmezett folytatást. A film átlagos hossza 90 perc, de a leggyorsabb útvonalon akár 40 perc alatt a végére lehet jutni. 150 percnyi felvétel készült összesen 250 választási lehetőséghez, így a lehetséges végkimenetelek száma az egytrilliót is elérheti (igaz, ezek sokszor jelentős részben nem különböznek egymástól). Bizonyos jelenetek többféleképpen is elérhetőek, azonban az odavezető útnak megfelelően esetleg másként jelennek meg. Adott esetben pedig maga a film lesz az, ami egy irányba elviszi a cselekményt, ha a néző hagyja.
Ötféle hivatalos befejezés van, köztük olyanok, amelyek átfedésbe kerülhetnek másokkal, és olyanok is vannak, amelyeket a stáblista szakít meg. Az ötön kívül még további néhány érhető el, amivel tíz-tizenkét lezárásig lehet eljutni, köztük különleges befejezésekkel, melyeket nehéz elérni. A legtöbb esetben a film azt is engedi a befejezést követően, hogy visszaugorjunk az utolsó kritikus döntésig, hogy másfelé vigyük a cselekményt, illetve bizonyos történések ilyenkor át is tekerhetők. Vannak olyan befejezések, amiket így sem lehet elérni, csak akkor, ha először egy rossz befejezést választunk, de az így megszerzett tudást felhasználhatjuk.
A történet szerint 1984 júliusában Angliában Stefan Butler egy kalandjátékos könyvet, a Bandersnatch-et szeretné videojátékká alakítani, amit még az anyjától örökölt, Megkeresi vele a Tuckersoftot, amit Mohan Thakur vezet, és vezető fejlesztője a híres Colin Ritman. Stefan előtt áll a választás, hogy elfogadja-e a cég segítségét a játék fejlesztésében vagy sem. Ha igen, akkor Colin szerint rossz utat választott, és valóban: a program megjelenik hónapokkal később, de a kritika alaposan lehúzza. Ebben az esetben a film visszaugrik a választáshoz, és lehetőséget biztosít arra Stefannak, hogy másként döntsön.
Elutasítás esetén Stefan egyedül kezd el dolgozni a játékon odahaza, aminek szeptemberig el kell készülnie. Ahogy a program egyre bonyolultabbá válik, Stefan egyre ingerültebb lesz, még a saját apjával, Peterrel szemben is ellenséges, ezért elmegy terápiába Dr. Haynes-hez. A néző választásától függően Stefan elmondhatja a terapeutának, hogy hogyan halt meg az anyja. Amikor ötéves volt, Peter elkobozta a kis kitömött nyúl játékát, és mivel Stefan nélküle nem akart sehová se indulni, ezért az anyja késésbe került, és olyan vonatra szállt fel, ami később kisiklott és a balesetben életét vesztette. Stefan felelősnek érzi magát az anyja halála miatt, Dr. Haynes pedig felír neki gyógyszert. A néző választása szerint a gyógyszereket be is veheti, de le is húzhatja azokat a vécén. Ha beveszi őket, a film negatív befejezéssel zárul.
Később Stefant áthívja magához Colin, ahol a barátnőjével, Kittyvel, és a kislányukkal, Pearl-lel élnek. A páros hallucinogéneket fogyaszt, aminek hatása alatt Colin titkos kormányzati elmehajlító programokról és alternatív valóságokról kezd el beszélni. Hogy bizonyítsa az elméletét, Colin azt mondja Stefannak, hogy egyikük ugorjon ki az erkélyről. Ha Stefan ugrik ki, akkor meghal, a játékot nélküle fejezik be és bukás lesz. Ha Colin ugrik, kiderül, hogy az egész jelenet csak egy álom, de Colin innentől kezdve akkor sem látható a későbbiekben.
Ahogy közeledik a leadási határidő, Stefan egyre inkább úgy érzi, hogy valamilyen külső erő irányítja. Olyannak látja az életét, mint Jerome F. Davies, aki a Bandersnatch könyvet írta, akinek elolvassa az életrajzi kötetét és megnéz egy filmet is róla, amit Colin ajánlott. Ahogy Davies, Stefan is elkezd furcsa útjelző figurákat látni az életében, ami Daviest arra vezette, hogy fejezze le a saját feleségét. Miközben mentálisan elkezd összeomlani, a néző számára nyitott a lehetőség, hogy elmondja Stefannak, hogy ki irányítja őt, és az egyik választási lehetőség az az, hogy ő egy Netflix-film főszereplője a 21. században. Találhatunk továbbá egy titkos széfet, amelyben vagy a kitömött nyúljáték található, vagy dokumentumok, amelyek azt bizonyítják, hogy egy kísérlet részeként megfigyelik őt.
Többféle befejezés lehetséges. Stefan megküzdhet a terapeutájával, amelynek a végén kiderül, hogy minden, ami eddig történt, meg volt rendezve, és hogy akit az apjának hitt, az is egy színész – de el is hurcolhatja őt az apja, mint téveszmés elmebeteget. Egy másik befejezés során átmegy egy tükrön, amiben a saját ötéves énjét látja, hogy meghaljon az anyjával együtt a vonatbalesetben – és a jelenben hal meg. Más esetekben meg is ölheti az apját, és ilyenkor választhat, hogy a holttestet elássa vagy feldarabolja. Ha elássa, Stefant letartóztatják, mielőtt a játék megjelenne. A feldarabolás esetén a játék megjelenik, de Stefant ekkor is letartóztatják, és a megjelent játékot bevonják és bezúzzák az összes példányát. Más jelenetekben esetleg Mohan, Colin vagy Kitty érkeznek Stefan házához, és alkalmasint őket is meg lehet ölni. Bizonyos jelenetekben a játék sikeréről és a Tuckersoft bezárásáról szólnak a hírek. Van egy olyan befejezés is, amelyben a már felnőtt Pearl próbálja a Netflix kérésére a Bandersnatch-et egy interaktív filmbe programozni. A néző ekkor olyat is választhat, hogy teát önt a számítógépébe, elpusztítva azt, előrevetítve, hogy az ő sorsa is olyan lesz, mint Stefané.

## Szereplők
- Fionn Whitehead mint Stefan Butler, fiatal programozó
- Will Poulter mint Colin Ritman, híres játéktervező
- Asim Chaudhry mint Mohan Thakur, a Tuckersoft vezetője
- Craig Parkinson mint Peter Butler, Stefan apja
- Alice Lowe mint Dr. R. Haynes, terapeuta
- Tallulah Haddon mint Kitty, Colin barátnője
- Catriona Knox mint Leslie, videojáték-kritikus
- Jonathan Aris mint Crispin, riporter
- Paul M Bradley mint Robin, a videojáték-kritikus
- Alan Asaad mint Satpal, Tuckersoft-dolgozó
- Suzanne Burden mintJudith Mulligan, dokumentumfilm-műsorvezető
- Fleur Keith mint Stefan anyja
- Laura Evelyn mint Pearl Ritman, Colin és Kitty lánya
- Jeff Minter mint Jerome F. Davies, a Bandersnatch írója[6]

## Az epizód készítése
Eredetileg az ötödik évad része lett volna, ám bonyolultsága miatt mint különkiadást adták ki. Brooker szerint az elkészítése négy rendes Fekete tükör-epizóddal vetekedett, és miatta csúszott az ötödik évad megjelenése fél évet.
Brooker és Annabel Jones már 2017 elején megkeresték a Netflixet az ötletükkel, hogy egy igazi interaktív filmet készítenének. Attól tartottak, hogy a technikai megvalósítás nehézségei miatt nem fogják elfogadni, de az ötödik évad epizódjaival egyidejűleg írtak egy forgatókönyvet. Valami hasonlót terveztek már "A játékteszt" című rész idején is, aminek második megtekintésre egészen más, sötétebb befejezése lett volna.
Brooker eredeti tervei szerint a film nagyjából egyben lett volna az egyetlen elmesélt történetnek lett volna a választási lehetőségektől függően többféle befejezése. Mivel erre nem került sor, ezért a több párhuzamos sztori központi eleme a szabad akarat lett, valamint a választás illúziója. Jones hiteles karaktereket akart, akik valamennyi befejezésbe beleillettek. A választási lehetőségek és a film tempója egész sokáig, még a gyártási fázis megkezdése előtt nem sokkal is vita tárgyát képezték.
A jövőbe tekintő, Pearl Ritmanes befejezést tartották olyannak, mint amit a legtöbben el fognak érni. Brooker saját elmondása szerint is találta magát olyan helyzetben, mint Pearl abban a jelenetben. Több jelenet afelé tolja a nézőt, hogy Stefan ölje meg az apját, de ezt el lehet kerülni – ugyanakkor ennek hiányában nem érhető el mindegyik befejezés. A film végén a Bandersnatch játék minden esetben kap egy értékelést, ami motivációt biztosít a nézőnek, hogy próbálja meg újra megnézni, de ezúttal másképp, hátha elér egy pozitívnak mondható végkifejletet.
A 170 oldalas forgatókönyvet először a Twine szoftverbe táplálták, amelyet interaktív fikció készítéséhez használnak, de ugyanígy használták a Scrivener, a Final Draft, és a Windows Jegyzettömb programokat. A Bandersnatch sokkal bonyolultabb választási lehetőségeket biztosított, mint bármi előtte, ezért a Netflix egy új, saját algoritmust programozott Branch Manager néven. A stáb ezt a film készítésének kellős közepén tudta már csak megkapni.
A választási lehetőségek megjelenítésénél több megoldáson gondolkoztak. Először GIF-szerű végtelenített animációkat jelenítettek volna meg, de ez nem tetszett a tesztközönségnek, ezért lecserélték szöveges lehetőségekre. Az egyik jelenetből a másik jelenetbe történő sima átmenet szükségessé tette a kettőnek az egyszerre való előtöltését, ami miatt több régi eszközön (korábbi Chromecast és Apple TV-készülékek) nem volt elérhető a film. Azoknak a nézőknek a kedvéért, akik nem tudták, hogy miként működik a rendszer, rögtön az első lehetőség az volt, hogy el kellett dönteniük, milyen gabonapelyhet egyen Stefan reggelire. A választástól függően jelent meg egy reklám a filmben, arra is rávezetve a nézőket, hogy a döntéseknek hatása van a történtekre. Ha egyáltalán semmit nem választunk, akkor a Brooker által választott legegyszerűbb történet fut le.
Fel nem használt jelenetek is maradtak. A Jerome F. Daviesről szóló dokumentumfilm helyett Stefan megnézhetett volna egy teljesen másik filmet. Az apjának a vére ráfröcccsent volna a választott gabonapehelyre, a terapeuta telefonszámának beütésekor pedig Stefan magára hívhatta volna a rendőrséget, tévedésből. A netflixes meta-befejezések eredetileg csak az első megtekintést követően lehettek volna elérhetőek. Egy fel nem használt jelenetben Stefan és Colin újra találkoztak volna, Colin pedig mindig befejezte volna Stefan megkezdett mondatait. Stefan meg is ölhette volna Colint egy késsel, de már így is túl erőszakosnak találták a filmet. Kivágták az ehhez kapcsolódó másik jelenetet is, amelyben Stefan eldobta a kést és inkább megölelte Colint.
Számos utalás található korábbi epizódokra is: az útelágazások szimbóluma ugyanaz, mint a "Fehér medve" című epizód logója, Colin pedig a "METL HEAD" című játékkal lett híres, jelenleg pedig a "Nosedive"-ot készíti.

## Forráshivatkozások
1. ↑  Nast, Condé. „The inside story of Bandersnatch, the weirdest Black Mirror tale yet”, Wired UK (Hozzáférés: 2023. július 11.) (brit angol nyelvű)
2. ↑  What happened when we watched the Black Mirror film, Bandersnatch (angol nyelven). The Independent, 2018. december 28. (Hozzáférés: 2023. július 11.)
3. ↑  Strause, Jackie: ‘Black Mirror’ Bosses Unpack the Multiple ‘Bandersnatch’ Endings (amerikai angol nyelven). The Hollywood Reporter, 2018. december 30. (Hozzáférés: 2023. július 11.)
4. ↑  Strause, Jackie: ‘Black Mirror’s’ Interactive Film: How to Navigate ‘Bandersnatch’ (amerikai angol nyelven). The Hollywood Reporter, 2018. december 29. (Hozzáférés: 2023. július 11.)
5. ↑  https://www.washingtonpost.com/arts-entertainment/2018/12/29/what-know-about-black-mirror-bandersnatch-netflix-choose-your-own-adventure-story/
6. ↑  Black Mirror: Bandersnatch Cast & Character Guide (angol nyelven). ScreenRant, 2018. december 28. (Hozzáférés: 2023. július 11.)
7. 1 2  Strause, Jackie: ‘Black Mirror’ Creator Charlie Brooker Shares Season 5 Update (amerikai angol nyelven). The Hollywood Reporter, 2019. január 2. (Hozzáférés: 2023. július 11.)
8. ↑  Strause, Jackie: ‘Black Mirror’ Interactive Film: Inside the 2-Year Journey of ‘Bandersnatch’ (amerikai angol nyelven). The Hollywood Reporter, 2018. december 28. (Hozzáférés: 2023. július 11.)
9. ↑  Mellor, Louisa: Black Mirror: Bandersnatch interview – ‘We all had our Stefan moment’ (amerikai angol nyelven). Den of Geek, 2019. január 14. (Hozzáférés: 2023. július 11.)
10. ↑  'Black Mirror' Creators Charlie Brooker And Annabel Jones Take On 'Bandersnatch' Critics (angol nyelven). HuffPost UK, 2019. január 10. (Hozzáférés: 2023. július 11.)
11. ↑  Fionn Whitehead On The Difficulties Of Making 'Bandersnatch', And The Scene He's 'Annoyed' Was Cut (angol nyelven). HuffPost UK, 2019. január 9. (Hozzáférés: 2023. július 11.)

## Fordítás
Ez a szócikk részben vagy egészben  a   Black Mirror: Bandersnatch című angol Wikipédia-szócikk ezen változatának fordításán alapul.  Az eredeti cikk szerkesztőit annak laptörténete sorolja fel. Ez a jelzés csupán a megfogalmazás eredetét és a szerzői jogokat jelzi, nem szolgál a cikkben szereplő információk forrásmegjelöléseként.